# Kungliga utställningsbyggnaden

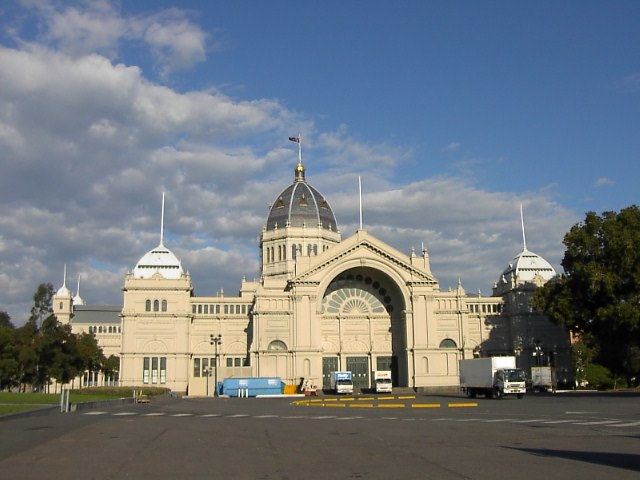
Kungliga utställningsbyggnaden, sedd från väster

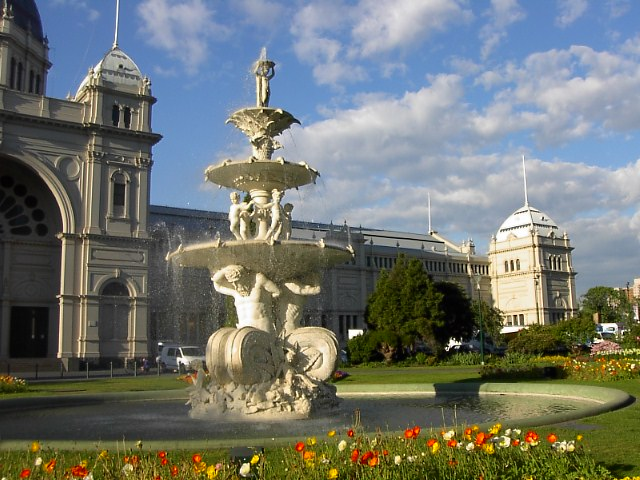
Kungliga utställningsbyggnaden med fontänen på södra sidan

Kungliga utställningsbyggnaden och Carltonträdgårdarna är ett av Australiens världsarv.

## Kungliga utställningsbyggnaden
Royal Exhibition Building ligger i Melbourne, Australien. Byggnaden ligger i Carltonträdgårdarna, vid den nordöstra änden av Melbournes centrala affärsdistrikt. Den ligger intill Melbournes museum och är det största objektet i Museum Victorias samling.
Byggnaden ritades av arkitekten Joseph Reed (som även ritade Melbournes stadshus och Victorias delstatsbibliotek). Den stod klar 1880 som förberedelse på Melbournes internationella utställning samma år. Byggnaden består av en stor hall på mer än 12000 km² och många tillfälliga annex.
Melbournes hundraårsutställning hölls vid utställningsbyggnaden 1888 för att fira hundra års Europeisk bosättning i Australien.
Den mest betydelsefulla evenemanget i utställningsbyggnaden var öppningen av det första Australiska parlamentet, vilket hölls i huset den 9 maj 1901, instiftandet av det självständiga Australiska samväldet. Efter den officiella öppningen, flyttade den federala regeringen till parlamentshuset, medan delstatsregeringen i Victoria blev kvar i huset 26 år framåt.
2004 sattes Kungliga utställningsbyggnaden upp på Unescos världsarvslista, den första byggnaden i Australien som gavs denna status. 
Byggnaden används än idag för utställningar men är inte längre Melbournes största eller viktigaste. Den moderna motsvarigheten till utställningsbyggnaden är Melbournes Utställnings- och Kongresscenter vilket ligger i Southbank söder om stadens centrum.